# Krótkopęd

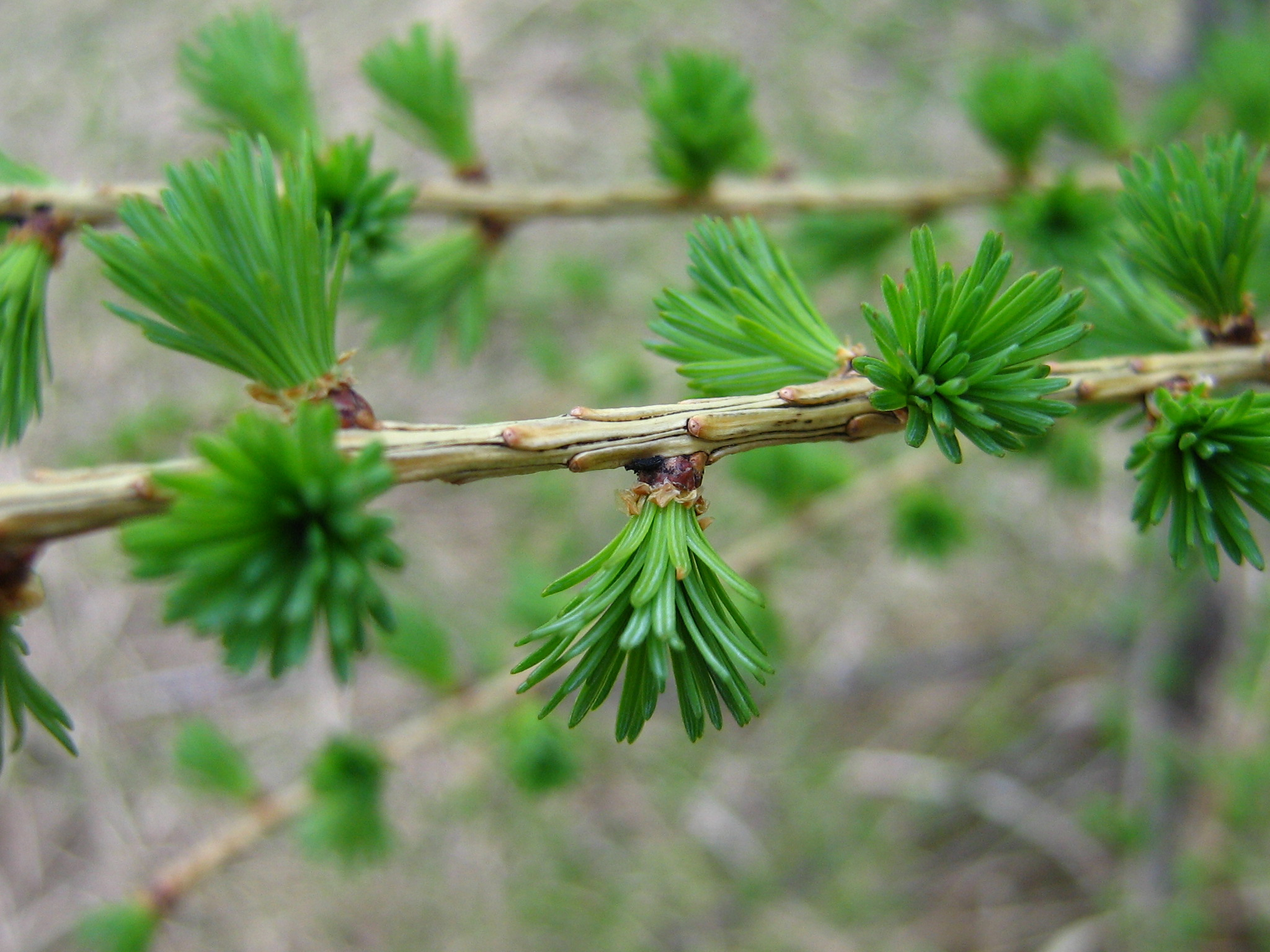
Krótkopędy modrzewia europejskiego z pękami wyrastających z nich liści.

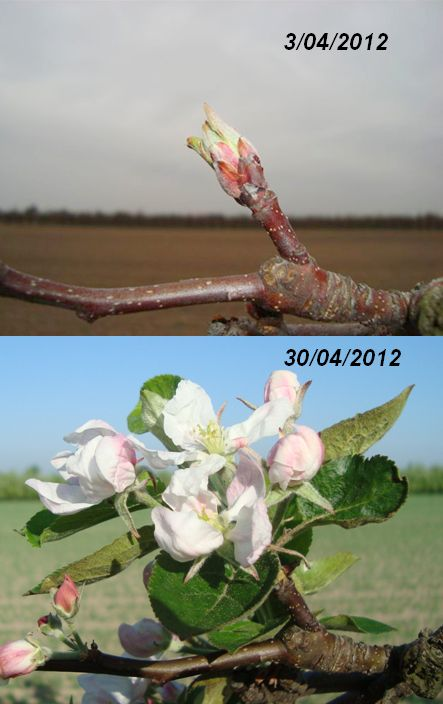
Krótkopęd jabłoni (strzałka) w różnych fazach rozwoju.

Krótkopęd – silnie skrócony fragment pędu spotykany u niektórych roślin. Cechuje się bardzo krótkimi międzywęźlami i w konsekwencji bardzo blisko siebie osadzonymi liśćmi. U wielu drzew iglastych (np. sosna, modrzew), a także liściastych (np. buk, drzewa owocowe) krótkopędy są głównym, a czasami nawet wyłącznym miejscem tworzenia się liści. U wielu drzew owocowych (np. u jabłoni, śliwy, gruszy, czereśni) kwiaty powstają wyłącznie na krótkopędach. W sadownictwie terminem krótkopęd określa się każdy pęd krótszy niż umowne 20 cm, bez względu na jego wiek, choć dzieli się je zwykle na jednoroczne i wieloletnie.

## Podział krótkopędów wsadownictwie
Jednoroczne krótkopędy:
- Prątek jest krótkopędem o długości 10 do 20 cm, zwykle zakończonym pąkiem kwiatowym.
- Cierń ma długość 3-10 cm i zazwyczaj jest ostro zakończony. Jednak u drzew owocowych (np. jabłoń, grusza) spotyka się ciernie płodne, zakończone pąkiem kwiatowym.
- Strzałka jest krótkopędem owoconośnym o długości do 3 cm a na jej wierzchołku znajduje się zwykle pąk kwiatowy (kwiatostanowy u gatunków ziarnkowych)[4].

Wieloletnie krótkopędy:
- Sęczek ma długość do 3 cm i podobnie jak strzałka jest nierozgałęziony. Ma silnie zredukowane międzywęźla i widoczne liczne blizny liściowe.
- Buławka zwana czasem sakwą jest silnie zgrubiałym nierozgałęzionym krótkopędem owoconośnym, który już co najmniej raz owocował.
- Osadnik to bardziej lub mniej rozgałęziony krótkopęd owoconośny, stanowiący właściwe skupisko sęczków i innych krótkopędów.[4].
- Pędy bukietowe są to owoconośne krótkopędy drzew pestkowych pokryte licznymi pąkami kwiatowymi zebranymi w "bukiet".
- Pędy płonne to słabo rozwinięte krótkopędy brzoskwini zakończone pąkiem liściowym. Mogą być pokryte pąkami kwiatowymi, jednak nie zawiązują one owoców.